# Дядовсько
Дя́довсько (болг. Дядовско) — село в Кирджалійській області Болгарії. Входить до складу общини Черноочене.

## Населення
За даними перепису населення 2011 року у селі проживали 392 особи, з них 385 осіб (99,7%) — турки.
Розподіл населення за віком у 2011 році:
Динаміка населення: